# Тажево
Тажево (мак. Тажево) — село у Північній Македонії, входить до складу общини Македонський Брод Південно-Західного регіону.
Населення — 7 осіб (перепис 2002), за етнічним складом — усі македонці.
У селі є церква Святого Іллі.